# Juan de Ávila (músico)
Juan de Ávila (¿Ávila?, ¿?-Palencia, 30 de septiembre de 1615) fue un compositor y maestro de capilla español.

## Vida
Se sabe que nació en Ávila, pero se desconoce cuál fue su formación musical. Existen varios infantes de coro con ese nombre en diversos lugares en España, como Plasencia, Segovia o Valladolid, pero al ser un nombre tan común no es posible distinguir cuál de ellos es el maestro Juan de Ávila.
Se puede seguir su rastro como maestro de capilla de la Colegiata de Berlanga, cargo que ocupaba cuando se presentó a las oposiciones para el magisterio de la Catedral de Sigüenza. En 1605 fallecía Esteban Guerra Álvarez, maestro de capilla de la Catedral de Sigüenza, dejando el cargo vacante. El cabildo decidió cubrir el cargo con un maestro interino, Alonso de Tobar, para darse tiempo en su búsqueda de un sustituto. En 1606 se discutió la contratación de Lucas Tercero, maestro de capilla de la Catedral de León, pero se le rechazó por ser corto de vista. Ese mismo año, en mayo, se trató de traer a Diego de Bruceña, maestro de la Catedral de Burgos, pero no llegó a haber un acuerdo en el salario. Finalmente, en septiembre de 1606 se decidió poner los edictos para las oposiciones que se realizarían el primero de diciembre. Se presentaron Juan Ciscar, maestro de capilla de la Catedral de Valladolid; Bernardo de Peralta, maestro de la Colegiata de Alfaro; Juan de Ávila, maestro de la Colegiata de Berlanga; y Juan Berge, de Albarracín. El tribunal se decidió por Juan de Ávila, que apenas permaneció en el cargo, ya que el 15 de abril de 1607 se trasladó a la Catedral de Palencia. El cabildo tuvo que realizar unas nuevas oposiciones, a las que volvería a presentarse Ciscar, junto con Diego López, clérigo de Murcia; Bernardo de Peralta, que seguía en Alfaro; Juan Ruiz de Robledo, de la Colegiata de Toro; y Pedro Fernández Buch, en ese momento maestro de capilla de la Catedral de Santo Domingo de la Calzada. En esta ocasión, el juez de la oposición, Pedro de Pastrana, se decidió por Fernández Buch.
Su nombramiento como maestro de capilla de la Catedral de Palencia fue el 20 de marzo de 1607 y su toma de posesión el 3 de marzo. Las oposiciones se habían realizado a finales de 1606 y tuvo que enfrentarse a Juan Ruiz, de Villagarcía. Tanto en Berlanga, como en Sigüenza y Palencia, Ávila ocupó una canonjía, lo que le daba un mayor salario y prestigio que un simple maestro de capilla. Tuvo muy buena relación con el cabildo palentino, al que pertenecía. El aprecio queda demostrado en 1615, cuando tras el fallecimiento del maestro Jerónimo Durán de la Cueva, el cabildo de la Catedral de Córdoba ofreció el cargo a Ávila. Para mantener al maestro Ávila, el cabildo palentino le ofreció un sustancioso aumento y reconoció «que el dicho Joán de Ávila es hombre de los más eminentes de España en su arte, en condición afabilísimo, en cristiandad ejemplar».
Fallecería poco después del ofrecimiento cordobés en el cargo en Palencia, el 30 de septiembre de 1615. EL cabildo lo recordó con las siguientes palabras: «de los eminentes de España, muy virtuoso, amado y querido de todos.» Le sucedería en el cargo su discípulo Cristóbal de Isla, que había estudiado con Ávila en Berlanga de Duero.

## Obra
No se conserva ninguna composición de Juan de Ávila en Palencia, y las conservadas en la Capilla Real de Granada bajo ese nombre es poco probable que sean del maestro de capilla.